# Launay, Eure
Launay är en kommun i departementet Eure i regionen Normandie i norra Frankrike. Kommunen ligger i kantonen Beaumont-le-Roger som tillhör arrondissementet Bernay. År 2022 hade Launay 180 invånare.

## Befolkningsutveckling
Antalet invånare i kommunen Launay
Referens:INSEE